# Andreas Hammer (Philologe)
Andreas Hammer (* 1973 in Augsburg) ist ein deutscher germanistischer Mediävist.

## Leben
Hammer studierte nach dem Abitur am Gymnasium bei St. Stephan von 1996 bis 2001 Deutsch und Geographie an der Ludwig-Maximilians-Universität München. Von 2001 bis 2004 war er Stipendiat im Graduiertenkolleg „Vormoderne Konzepte von Zeit und Vergangenheit“, anschließend wissenschaftlicher Mitarbeiter an der Universität München. Er wurde 2005 an der LMU München (Germanistische Mediävistik) mit der Dissertation Tradierung und Transformation. Mythische Erzählelemente im 'Tristan' Gottfrieds von Straßburg und im 'Iwein' Hartmanns von Aue promoviert. Von 2007 bis 2013 wissenschaftlicher Mitarbeiter am Seminar für deutsche Philologie der Georg-August-Universität Göttingen. Er habilitierte sich 2012 in Göttingen mit der Schrift Erzählen vom Heiligen. Narrative Inszenierung von Heiligkeit im Passional und erhielt die venia legendi für „Ältere Deutsche Sprache und Literatur“. 
Hammer war von 2013 bis 2017 wissenschaftlicher Mitarbeiter und Privatdozent sowie von 2017 bis 2020 Lehrstuhlvertreter an der Universität zu Köln. 2020 folgte er einem Ruf als Professor  für Ältere Deutsche Literatur und Sprache mit Schwerpunkt Lehre an die Universität Konstanz.

## Forschung
Seine Forschungsinteressen liegen bei den Themen: Volkssprachige Hagiographie und literarische Konzepte von Heiligkeit, Mythos und Literatur, Editionsphilologie, Raum- und Raumerfahrung in der Heldenepik und Medialität und Narrativik in Mittelalter und Früher Neuzeit.

## Schriften (Auswahl)
Monografien
- Tradierung und Transformation. Mythische Erzählelemente im „Tristan“ Gottfrieds von Straßburg und im „Iwein“ Hartmanns von Aue. Hirzel, Stuttgart 2007, ISBN 978-3-7776-1508-0 (zugleich: Dissertation, Universität München, 2005).
- Erzählen vom Heiligen. Narrative Inszenierung von Heiligkeit im „Passional“ (= Literatur – Theorie – Geschichte. Band 10). De Gruyter, Berlin 2015, ISBN 978-3-11-040857-7 (zugleich: Habilitationsschrift, Universität Göttingen, 2012).

Herausgeberschaften
- Helden und Heilige. Kulturelle und literarische Integrationsfiguren des europäischen Mittelalters (= Germanisch-Romanische Monatsschrift. Beiheft 42). Hrsg. mit Stephanie Seidl. Winter, Heidelberg 2010, ISBN 978-3-8253-5859-4.
- Anfang und Ende. Formen narrativer Zeitmodellierung in der Vormoderne (= Literatur – Theorie – Geschichte. Band 3). Hrsg. mit Udo Friedrich und Christiane Witthöft. Akademie-Verlag, Berlin 2014, ISBN 978-3-05-006054-5.
- Hartmann von Aue: Ereck. Textgeschichtliche Ausgabe mit Abdruck sämtlicher Fragmente und der Bruchstücke des mitteldeutschen „Erek“. Hrsg. mit Victor Millet und Timo Reuvekamp-Felber. De Gruyter, Berlin/Boston 2017, ISBN 978-3-05-006385-0.
- Udo Friedrich: Wandel des Kulturellen – Wissen der Rhetorik – Wege der Metapher. Ausgewählte Aufsätze (= Literatur – Theorie – Geschichte. Band 24). De Gruyter, Berlin 2022, ISBN 978-3-11-076431-4.
- Magie und Literatur. Erzählkulturelle Funktionalisierung magischer Praktiken in Mittelalter und Früher Neuzeit (= Philologische Studien und Quellen. Band 280). Hrsg. mit Wilhelm Heizmann und Norbert Kössinger. Erich Schmidt Verlag, Berlin 2022, ISBN 978-3-503-19916-7.